# Emilia Pardo Bazán
Emilia Pardo Bazán (hrabina Pardo Bazán) (ur. 16 września 1851 w mieście A Coruña zm. 12 maja 1921 w Madrycie) – arystokratka, poetka, tłumaczka, feministka, uznawana za najlepszą pisarkę hiszpańską XIX wieku. Jako jedna z pierwszych reprezentowała naturalizm oraz walczyła o prawa kobiet. Najbardziej znaną powieścią autorki jest Dwór w Ulloa (hiszp. Los pazos de Ulloa) z 1886.

## Życiorys
Emilia Pardo Bazán była jedyną córką José Pardo Bazán y Mosquera i Amalii de la Rúa Figueroa y Somoza. Dzięki możliwościom finansowym rodziny zdobyła wykształcenie. Swój talent pisarski rozwijała od najmłodszych lat, jej debiutancką powieść opublikowano w 1879 roku pt. Pascual López, a dwa lata później wydała kolejną Podróż Poślubna (Un viaje de novios).
Bazán bardzo szybko wyszła za mąż. W wieku 16 lat poślubiła Joségo Quiroga y Pérez Deza. Wraz z mężem często podróżowała po Europie, dzięki czemu świetnie orientowała się w trendach literackich.
Emilia Pardo Bazán i jej mąż José Quiroga y Pérez Deza mieli trójkę dzieci. Swojego pierwszego syna Jaime urodziła w 1876 roku. Trzy lata później na świat przyszła jej córka Blanca, a w 1881 roku druga córka Carmen. Rozstali się po 17 latach małżeństwa, powodem był wywołany skandal przez publikacje artykułów Pardo Bazán na temat współczesnej prozy, czyli książki La Cuestión Palpitante. José Quiroga zmarł w 1912 roku, co było przykrym przeżyciem dla hrabiny. 
Mówi się również o historii miłosnej, która potwierdzona jest liczną korespondencją z Benito Perez Galdosem oraz niezwykle silną więzią literacką pomiędzy dwojgiem pisarzy.
Pomimo swojego wielkiego talentu długo walczyła, aby uznano ją w gronie innych pisarzy płci męskiej. Liczne krytyki i obelgi seksistowskie rzucane w jej stronę, jak i również dyskryminacja wśród kolegów pisarzy, motywowały ją jeszcze bardziej obrony praw kobiet oraz swoich własnych idei i publikacji. W 1916 roku została mianowana profesorem literatury współczesnej i języków romańskich na Uniwersytecie Centralnym w Madrycie. 
Emilia Pardo Bazán zmarła 12 maja 1921 roku w Madrycie. Przyczyną była najprawdopodobniej cukrzyca, na którą chorowała hrabina.

## Twórczość
Hrabina Emilia Pardo Bazán szlifowała swój talent pisarski od najmłodszych lat. Pierwsze opowiadanie napisała w wieku 15 lat, natomiast pierwsza, ogłoszona, debiutancka powieść ujrzała światło dzienne w 1879 roku i nosiła tytuł Pascual López. Kolejna powieść hrabiny pt. Un viaje de novios ukazała się dwa lata później i była zapoczątkowaniem tematyki realizmu w twórczości pisarki. La cuestión papitante, czyli kolejna książka Pardo Bazán, która ukazała się w roku 1883, z przedmową Clarína wywołała niemały skandal. Zbiór dwudziestu artykułów, w których autorka pisze o realizmie i naturalizmie, a także krytykuje idea francuskiego pisarza Émila Zoli. Wstrząsający dla ówczesnego hiszpańskiego społeczeństwa był fakt, iż to kobieta, matka i żona zabiera głos w tematyce specyficznej literatury francuskiej Zoli, która propagowała idee niezgodne z nauką Kościoła. To właśnie negatywny rozgłos na temat tej książki przyczynił się do rozpadu małżeństwa hrabiny. Jednakże separacja przyniosła i swoje pozytywne skutki, gdyż pisarka od tego momentu stała się osobą wyrażającą głośno swoje opinie i osądy, w szczególności w walce o prawa kobiet. Kolejna powieść, wydana w 1883 roku pt. La tribuna była najlepszym tego przykładem, gdyż opowiada o losach robotnicy z fabryki tytoniu w mieście La Coruña. Trzy lata później światło dzienne ujrzała najsłynniejsza książka Emilii Pardo Bazán, Dwór w Ulloa, w której autorka uderza tym razem w starą szlachtę w XIX wiecznej Galicii. Hrabina Emilia cztery lata później postanawia wydać kontynuacje Dworu w Ulloa, w której porusza wątek bohaterów z wcześniejszej powieści i opisuje kwestie miłości kazirodczej pomiędzy nimi (La madre naturaleza). Pomimo iż Emilia w późniejszych latach swojego życia napisała jeszcze wiele opowiadań i powieści, żadne z jej kolejnych dzieł nie podzieliło tak wielkiego sukcesu jaki odniosła książka Dwór w Ulloa.

### Najważniejsze dzieła
- Jaime (1876)
- Pascual López (1879)
- Un viaje de novios (1881)
- La tribuna (1882)
- La cuestión palpitante (1883)
- La dama joven (1885)
- Dwór w Ulloa (Los pazos de Ulloa, 1886-1887)
- La madre naturaleza (1887)
- Al pie de la torre Eiffel (1889)